# Altman
Altman je priimek več znanih tujih oseb:
- Doug Altman (*1948), britanski statistik
- Karel Altman, avstrijski zdravnik in fizik
- Robert Altman (1925—2006), ameriški režiser
- Scott Altman (*1959), ameriški astronavt
- Sidney Altman (1939–2022), kanadski molekularni biolog